# باول فيلد
باول فيلد (بالإنجليزية: Paul Field)‏ هو كاتب أغاني أسترالي، ولد في 3 مايو 1961.